# Class of '76
Class of '76 (Classe de 76, em Portugal) é um telefilme de drama britânico de 2005.